# Orodreth de Gondor
En el universo imaginario de Tolkien y en los Apéndices de la novela El Señor de los Anillos, Orodreth es el decimosexto Senescal Regente de Gondor. 
Nacido en el año 2576 de la Tercera Edad del Sol, en Minas Tirith y es hijo de Belecthor I. Sucedió a su padre en 2655 T. E.
Durante su reinado las guerras de Gondor en su frontera del este y del sur cesaron; por lo que no hay eventos militares que recordar. 
Cerca del año 2670 T. E., en la Cuaderna del Sur de la Comarca, Tobold Corneta planta por primera vez la hierba para pipa. Isengrim II se transforma en el décimo thain, en 2683 T. E. y comienza la excavación de los Grandes Smials en Alforzada. 
Muere en el año 2685 T. E., tras 30 años de reinado y 109 de vida. Es sucedido por su hijo Ecthelion I.